# Chavanne
Chavanne település Franciaországban, Haute-Saône megyében. Lakosainak száma 215 fő (2022. január 1.). Chavanne Saulnot, Désandans, Le Vernoy és Villers-sur-Saulnot községekkel határos.

## Népesség
A település népességének változása:
| Lakosok száma | 248  | 234  | 237  | 239  | 233  | 228  | 222  | 220  | 215  |
|               | 2013 | 2015 | 2016 | 2017 | 2018 | 2019 | 2020 | 2021 | 2022 |